# Gare de North Wembley
La gare de North Wembley (en anglais : North Wembley railway station), est une gare ferroviaire de la Watford DC line (en), en zone 4 Travelcard. Elle  est située sur l'East Lane à North Wembley, dans le borough londonien de Brent, sur le territoire du Grand Londres.
C'est une gare Network Rail desservie par des trains London Overground de Transport for London. Elle est en correspondance avec la station North Wembley  de la ligne Bakerloo dont les rames utilisent les mêmes voies et quais.

## Situation ferroviaire
La gare de North Wembley est établie sur la Watford DC line (en) entre la gare de South Kenton, en direction de la gare de Watford Junction, et de la gare de Wembley Central, en direction de la gare d'Euston. Elle dispose de deux quais, numérotés 1 à 2.

Plans de la ligne et des transports à Londres
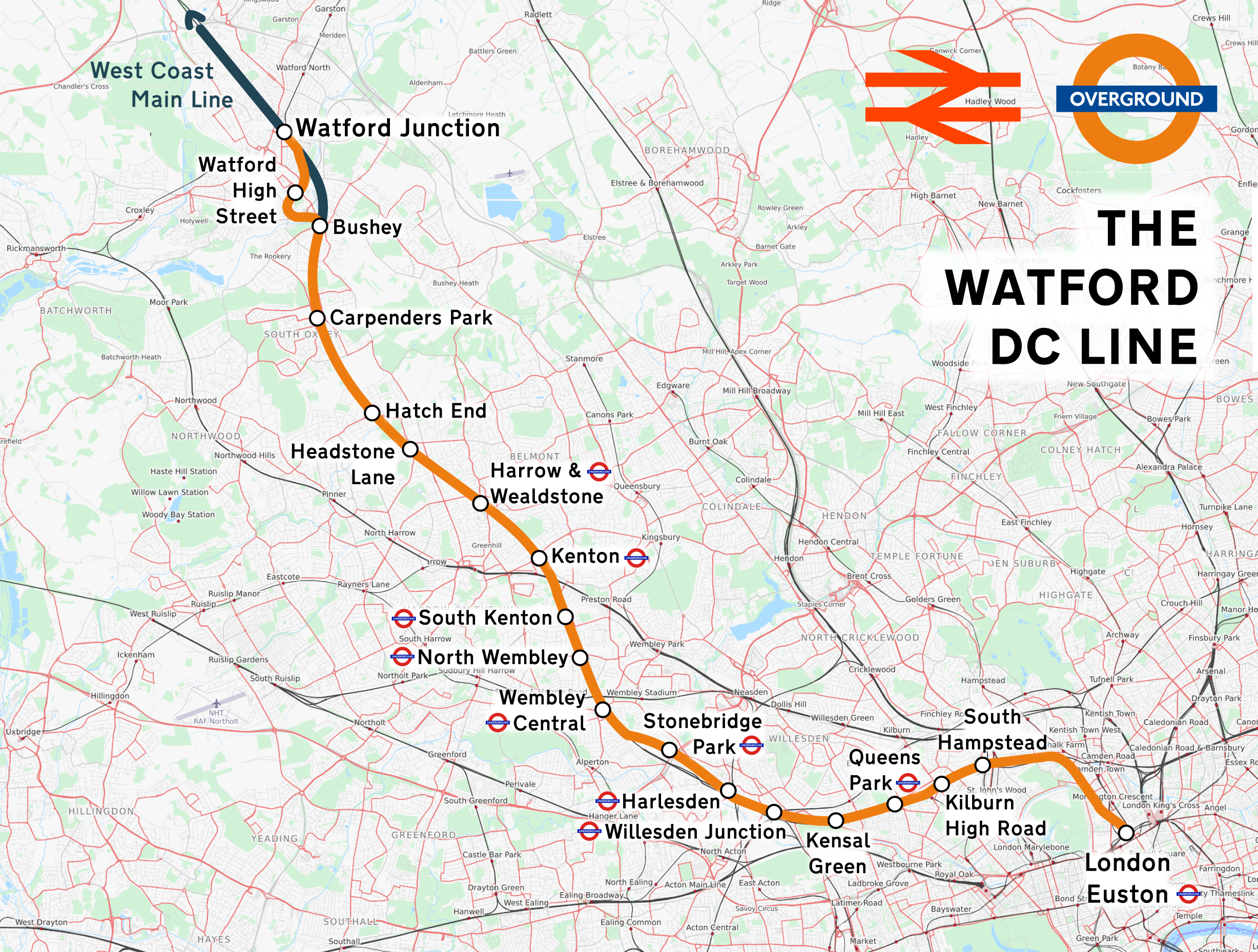
Watford DC line.
Réseau Overground.
Plan des transports.

## Histoire
La gare de North Wembley est mise en service le 15 juin 1912 par le London and North Western Railway. Elle partage les infrastructures avec la station North Wembley  de la ligne Bakerloo depuis le 16 avril 1917.

## Service des voyageurs

### Accueil
La gare dispose d'une entrée principale sur l'East Lane à North Wembley.

### Desserte
La gare de North Wembley est desservie par les trains de banlieue du London Overground circulant sur la relation : gare de Watford Junction - gare d'Euston.

Installations et desserte
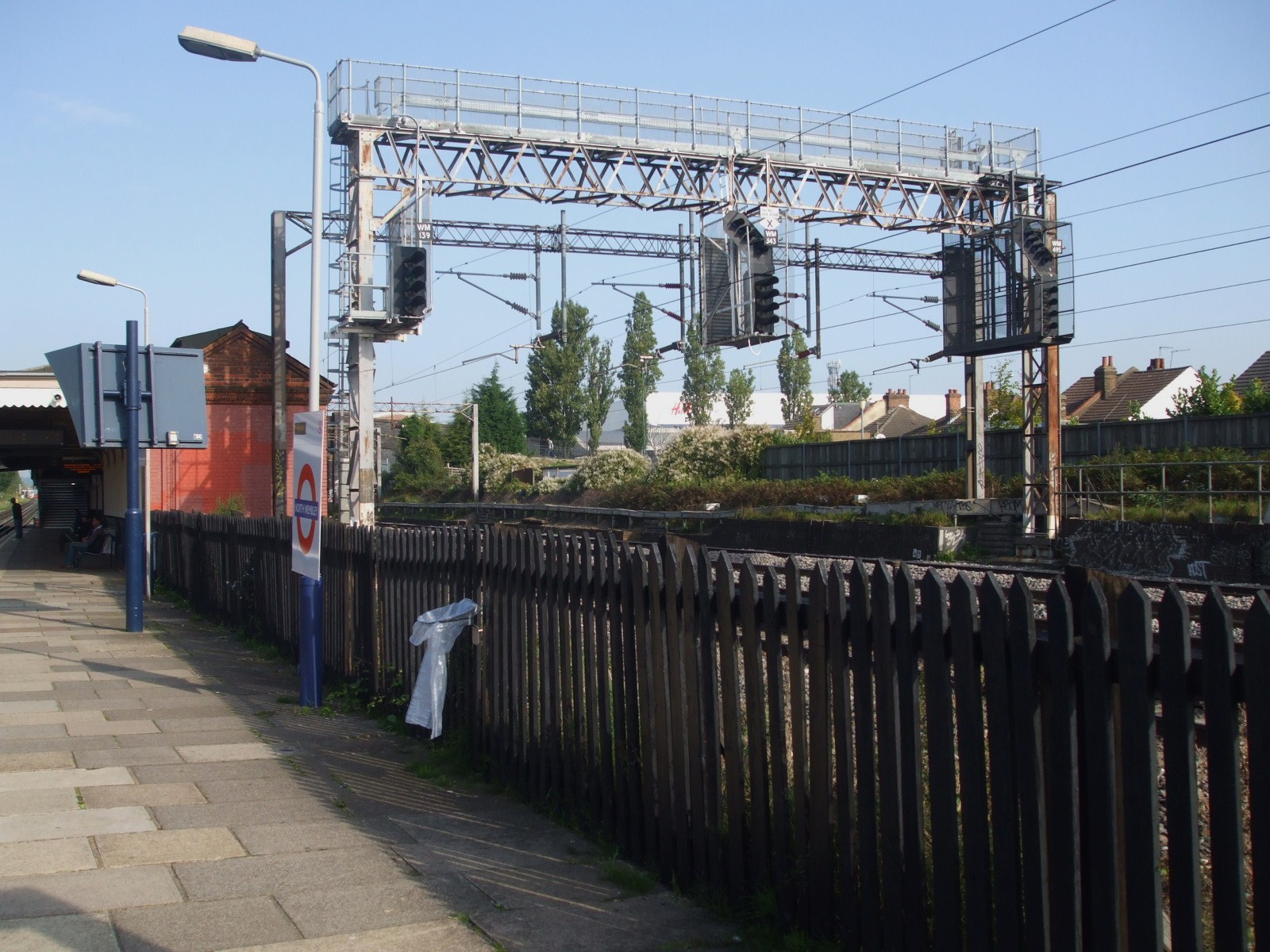
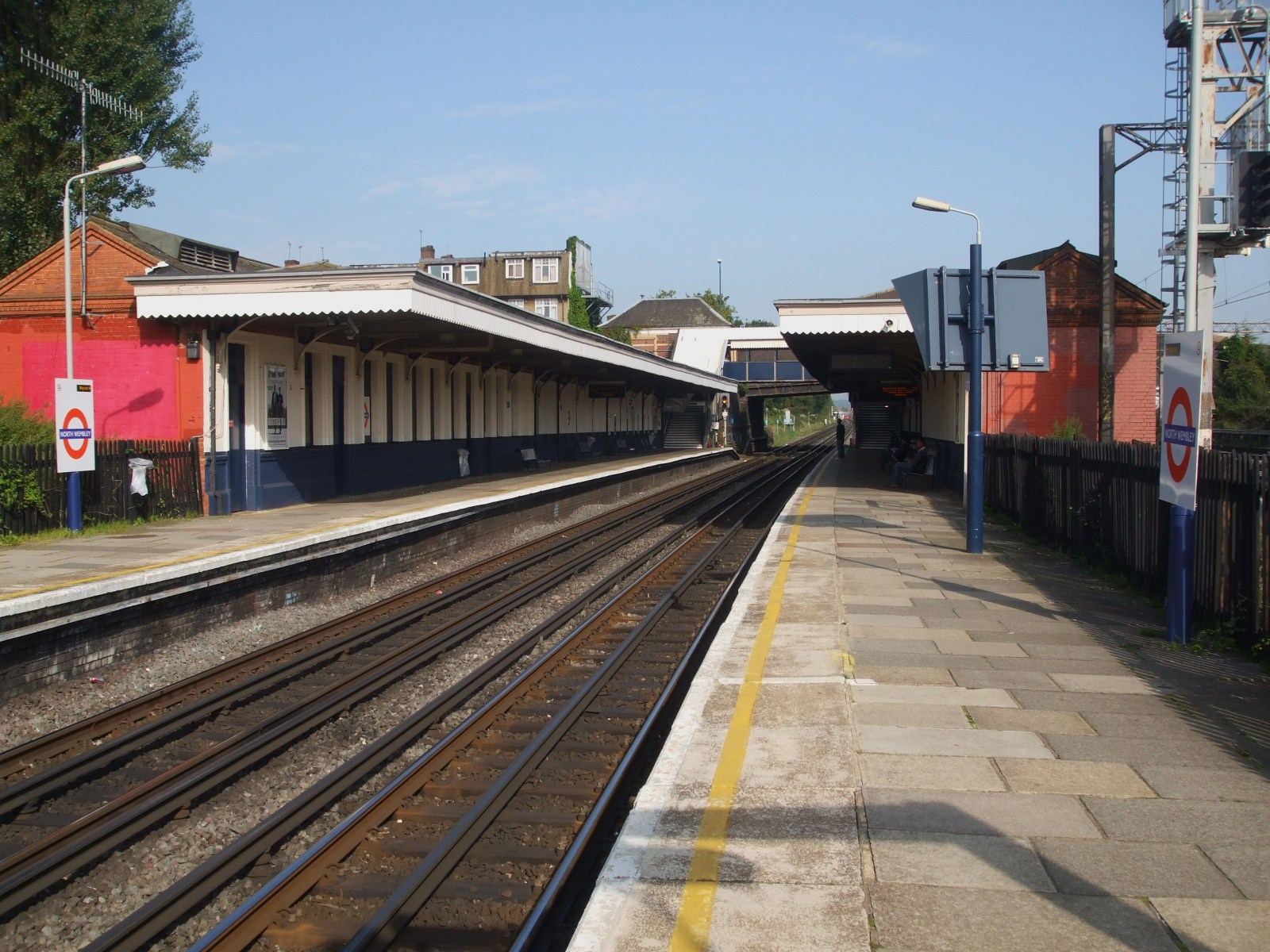
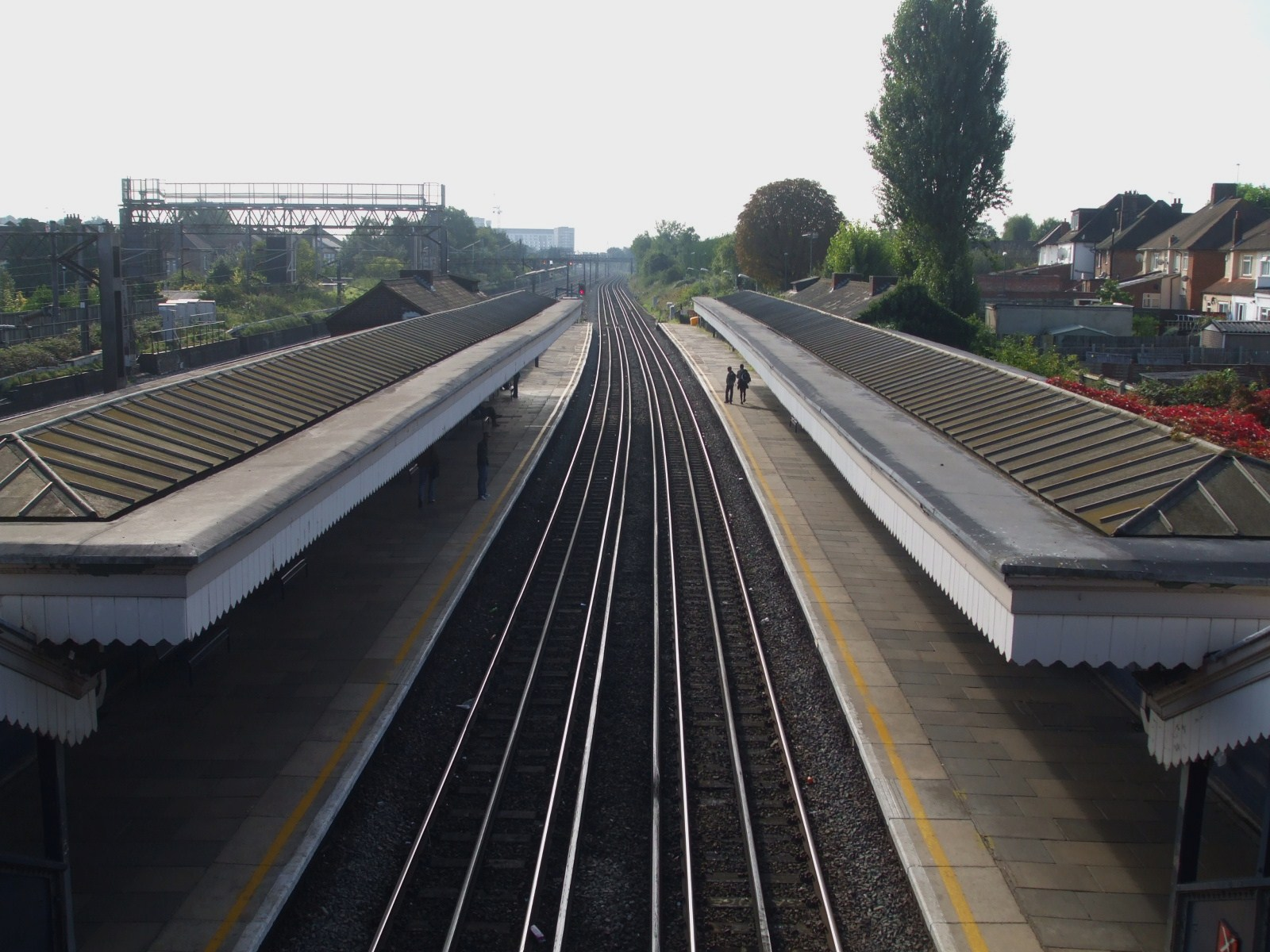

### Intermodalité
Elle est en correspondance avec la station North Wembley, de la ligne Bakerloo du métro de Londres, qui utilise la même infrastructure (voies et quais).
Comme la station, la gare est desservie par des lignes des autobus de Londres : 245 et 483.